# Arabineura
Arabineura is een geslacht van libellen (Odonata) uit de familie van de Protoneuridae.

## Soorten
Arabineura omvat 1 soort:
- Arabineura khalidi (Schneider, 1988)